# Stelis australis
Stelis australis är en biart som beskrevs av Cresson 1878. Stelis australis ingår i släktet pansarbin och familjen buksamlarbin.

## Beskrivning
Arten är svart med gula markeringar på huvud, mellankropp och bakkropp. Vingarna är brunaktigt halvgenomskinliga. Längden uppgår till 10 mm.

## Ekologi
Arten flyger under augusti, och besöker framför allt solbrudar.
Som alla pansarbin är Stelis australis kleptoparasitisk; honan tränger in i bon av andra buksamlarbin och lägger sina ägg där. Larven dödar värdartens ägg eller larv och lever sedan av matförrådet.

## Utbredning
Stelis australis förekommer längs USA:s öst- och sydkust från New Jersey till Georgia och Florida.

## Underarter
Arten delas in i följande underarter:
- S. a. australis
- S. a. floridensis

Främsta skillnaden mellan underarterna är att de gula markeringarna hos S. a. floridensis är uppblandade med rostbrunt, samt att hos denna de två främre tergiterna (bakkroppssegmenten) är rostbruna i mitten. Som namnet antyder, förekommer S. a. floridensis endast i Florida.